# Šošiće
Šošiće (Servisch cyrillisch Шошиће) is een plaats in de Servische gemeente Brus. De plaats telt 109 inwoners (2002).